# Světový pohár v biatlonu 2024/2025 – Hochfilzen
2. podnik Světového poháru v biatlonu v sezóně 2024/2025 probíhal od 13. do 15. prosince 2024 v rakouském Hochfilzenu. Na programu podniku byly závody v sprintech, stíhací závody a štafety žen a mužů.
V Hochfilzenu se naposledy závodilo v prosinci 2023.

## Program závodů
Oficiální program:
| Datum        | Disciplína           | Začátek (SEČ) | Počet závodníků |
| ------------ | -------------------- | ------------- | --------------- |
| 13. prosince | Sprint (ženy)        | 11:30         | 106             |
| 13. prosince | Sprint (muži)        | 14:20         | 111             |
| 14. prosince | Stíhací závod (ženy) | 12:15         | 60              |
| 14. prosince | Stíhací závod (muži) | 14:45         | 58              |
| 15. prosince | Štafeta (ženy)       | 11:30         | 19 týmů         |
| 15. prosince | Štafeta (muži)       | 14:15         | 22 týmů         |

## Průběh závodů

### Sprinty
Na počátku závodu žen se do čela průběžného pořadí dostala čistě střílející Francouzka Sophie Chauveauová. Němka Franziska Preussová se pak s jednou střeleckou chybou zařadila při odjezdu do posledního kola na druhé místo, pět vteřin za Francouzku. O pět vteřin později také odjížděla z poslední střelby Norka Karoline Offigstad Knottenová, která nakonec skončila třetí, deset vteřin za Němkou. Preussová zrychlila svůj běh a na mezičase už byla o tři vteřiny před Francouzkou. Tento náskok do cíle ještě zvětšila a zvítězila o téměř osm vteřin. Ve světovém poháru se radovala teprve podruhé, když navázala na triumf z ledna 2019, kdy vyhrála závod s hromadným startem v Ruhpoldingu.
Markéta Davidová nezasáhla jeden terč při střelbě v leže; v stoje pak střílela bezchybně a dojela sedmá. Další české reprezentantky se umístily až za 50. místem; přesto Tereza Voborníková, Jessica Jislová a Lucie Charvátová postoupily do následujícího stíhacího závodu.
V mužském závodě zastřílel nejdříve obě položky čistě Švýcar Niklas Hartweg. Rychleji běžel Nor Martin Uldal, který však vstoje dvakrát chyboval. Přesto dojel do cíle 11 vteřin před Švýcarem. Pak startoval Nor Johannes Thingnes Bø, který však udělal jednu chybu při položce v stoje, a jeho reprezentační kolega Sturla Holm Laegreid, který střílel čistě. Johannes Bø dokázal v posledním kole ještě zrychlit a do cíle dojel o téměř pět vteřin první.
Z českých reprezentantů udělal Vítězslav Hornig v leže dvě chyby, v stoje střílel čistě. Lépe skončil Jonáš Mareček, který zastřílel čistě obě položky a na 26. místě dojel nejlépe z Čechů. Do stíhacího závodu postoupil ještě Michal Krčmář.

### Stíhací závody
V závodě žen si Němka Franziska Preussová udržovala vedení i po druhé střelbě, kterou zastřílela čistě. Za ní se zařadila Francouzka Lou Jeanmonnotová. Ta se dostala po třetí střelbě do čela, když Preussová udělala dvě chyby a klesla na třetí místo. Jeanmonnotová zvládla poslední položku čistě, odjížděla z ní s náskokem více než tři čtvrtě minuty a s jistotou zvítězila. Preussová nakonec skončila třetí, když ji v posledním kole předjela její krajanka Vanessa Voigtová.
Markéta Davidová minula při první střelbě jeden terč a klesla na 16. pozici, ale rychlým během se propracovala na 10. a po další čisté střelbě až na 4. místo. Při poslední střelecké položce však opět nezasáhla poslední terč a klesla na páté místo, na kterém také dojela do cíle. V případě čisté poslední střelecké položky přitom mohla do posledního kola odjíždět na druhém místě. Z dalších českých reprezentantek se výrazně zlepšila Jessica Jislová, která minula pouze jeden terč. Oproti startu se posunula o 29 pozic a skončila na 26. místě.
Také ve stíhacím závodě mužů zastřílel vedoucí Johannes Thingnes Bø obě první položky čistě a odjížděl s malým náskokem před svým krajanem Sturlou Holmem Laegreidem. Při třetí střelbě udělal Bø jednu chybu a do čela se s 10vteřinovým náskokem dostal Laegreid. Na poslední střelbu však přijížděli spolu ještě ve trojici s Francouzem Émilien Jacquelin. Všichni minuli jeden terč a odjížděli v minimálními rozdíly. V polovině posledního kola Bø a Francouz zrychlili. Jacquelin jej před sebe nepustil, ale v největším stoupání upadl. Podle televizních komentátorů došlo mezi nimi ke kontaktu. Bø pak dojel do cíle s malým náskokem, Jacquelin skončil druhý a Laegreid těsně třetí.
Z českých reprezentantů skončil nejlépe Jonáš Mareček, který neudělal při střelbě ani jednu chybu. Běžel však pomaleji, a v cíli tak obsadil 22. místo. Vítězslav Hornig s dvěma nezasaženými terče dojel čtyři místa za ním.

### Štafety
Hned v prvním kole si Julia Simonová vytvořila menší náskok, který francouzská štafeta udržovala prakticky po celý závod. Při poslední střelbě však Němka Preussová střílela čistě,  zatímco Francouzka Lou Jeanmonnotová musela na trestné kolo, a tak německý tým jasně zvítězil. Jednalo se o první triumf Němek od Oberhofu  v roce 2021. Stupně vítězů zkompletovaly Švédky.
V závodě za český tým nestartovala Markéta Davidová, a to kvůli problémů se zády. Na prvním úseku české štafety střílela Jessica Jislová čistě a předávala jako třetí. Lucie Charvátová však musela na dvě trestná kola a klesla na 12. místo. Na posledním úseku pak poprvé v kariéře nastoupila ve štafetě Kristýna Otcovská. Udělala po dvou chybách na střelnici, běžela pomaleji a do cíle dojela jako osmá.
V mužské štafetě se ve vedení střídali Norové a Francouzi. Do posledního úseku vyjížděly oba týmy společně. Nor Vebjørn Sørum pak střílel přesněji a odjížděl s malým náskokem. Ten však prohospodařil, když po poslední střelbě musel na trestné kolo. Francouz Émilien Jacquelin tak získal náskok, který udržel až do cíle. Stupně vítězů doplnili stejně jako o týden dříve Švédi.
Česká štafeta se v průběhu závodu udržovala od 4. do 9. místa. Michal Krčmář ji pak posunul opět na 4. pozici, ale Jakub Štvrtecký musel po střelbě vstoje na dvě trestná kola, což stačilo jen na 9. místo v cíli.

## Umístění na stupních vítězů

### Muži
| Disciplína              | První místo                                                               | Výkon                                                     | Druhé místo                                                             | Výkon                                                     | Třetí místo                                                              | Výkon                                                     |
| Sprint (10 km)          | Johannes Thingnes Bø                                                      | 24:23,1 (0+1)                                             | Sturla Holm Laegreid                                                    | 24:27,3 (0+0)                                             | Fabien Claude                                                            | 24:29,9 (0+0)                                             |
| Stíhací závod (12,5 km) | Johannes Thingnes Bø                                                      | 32:16,5 (0+0+1+1)                                         | Émilien Jacquelin                                                       | 32:20,0 (0+0+0+1)                                         | Sturla Holm Laegreid                                                     | 32:20,3 (0+0+0+1)                                         |
| Štafeta (4×7,5 km)      | FrancieFabien Claude Quentin Fillon Maillet Éric Perrot Émilien Jacquelin | 1:23:04,3 (0+0) (0+5) (0+2) (0+1) (0+3) (0+4) (0+4) (0+2) | NorskoSturla Holm Laegreid Tarjei Bø Johannes Thingnes Bø Vebjørn Sørum | 1:23:53,3 (0+0) (0+0) (0+2) (0+1) (0+3) (0+1) (1+3) (0+1) | ŠvédskoViktor Brandt Jesper Nelin Martin Ponsiluoma Sebastian Samuelsson | 1:25:03,5 (1+0) (0+3) (0+1) (0+3) (0+3) (0+3) (0+3) (0+2) |

### Ženy
| Disciplína            | První místo                                                                       | Výkon                                                     | Druhé místo                                                                              | Výkon                                                     | Třetí místo                                                                           | Výkon                                                     |
| Sprint (7,5 km)       | Franziska Preussová                                                               | 21:06,0 (0+1)                                             | Sophie Chauveauová                                                                       | 21:13,7 (0+0)                                             | Karoline Offigstad Knottenová                                                         | 21:16,1 (0+0)                                             |
| Stíhací závod (10 km) | Lou Jeanmonnotová                                                                 | 29:48,5 (0+0+0+0)                                         | Vanessa Voigtová                                                                         | 30:22,3 (0+0+0+0)                                         | Franziska Preussová                                                                   | 30:23,8 (0+0+2+1)                                         |
| Štafeta (4×6 km)      | NěmeckoVanessa Voigtová Julia Tannheimerová Selina Grotianová Franziska Preussová | 1:16:13,7 (0+0) (0+1) (0+1) (0+0) (0+2) (0+0) (0+0) (0+0) | FrancieJulia Simonová Justine Braisazová-Bouchetová Sophie Chauveauová Lou Jeanmonnotová | 1:17:45,5 (0+0) (0+2) (0+2) (0+2) (0+0) (0+2) (0+2) (1+3) | ŠvédskoAnna Magnussonová Anna-Karin Heijdenbergová Ella Halvarssonová Elvira Öbergová | 1:18:55,8 (0+2) (0+0) (0+0) (1+3) (0+0) (0+0) (0+1) (0+0) |